# 脈絡膜
脈絡膜（みゃくらくまく）は、眼球の内側から、網膜、脈絡膜、強膜という順番で並んでおり、網膜と強膜の間に挟まれているもの。

## 解説
網膜の外側にある血管が豊富な場所である。
しかし、脈絡膜に本来出来ないはずの場所に血管が出来た場合、これを病名で「脈絡膜新生血管」と呼び、正常な血管とは違って大変もろく、血液の成分が漏れでたり、出血が起きてしまう。また、目の中心が見えにくくなり、日常生活にも支障をきたしてしまう。